# 미카엘 담고르
미카엘 담고르 닐센(덴마크어: Michael Damgaard Nielsen, 1990년 3월 18일~)은 덴마크의 핸드볼 선수로 포지션은 레프트백이다. 현재 핸드볼 분데스리가의 SC 마그데부르크와 덴마크 국가대표팀 소속으로 활동하고 있다.
국제 대회에 덴마크 소속으로 활동하여 2016년 하계 올림픽과 2023년 세계 선수권 대회에서 우승을 차지했다.